# Seramsee

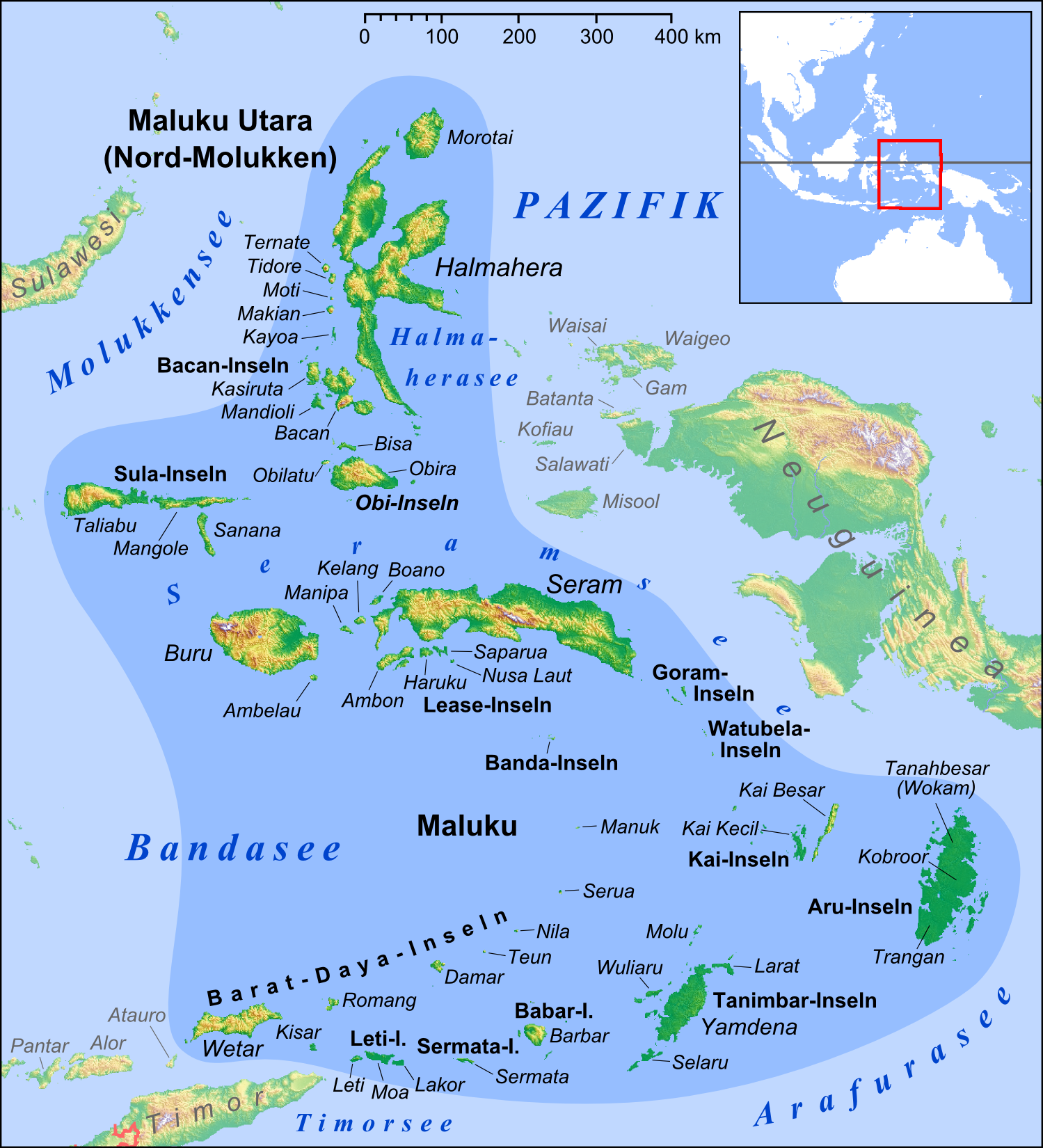
Die Seramsee im Zentrum des Molukken-Archipels

Die Seramsee (indonesisch: Laut Seram) ist ein etwa 120.000 Quadratkilometer großes Nebenmeer des Pazifischen Ozeans. Es liegt im malaiischen Archipel und ist ein tropisches Meer.
Nordwestlich befindet sich die Molukkensee, nordöstlich die Halmaherasee, im Südosten die Arafurasee und südlich die Bandasee.
Die Insel Misool liegt mitten in der Seramsee. Laut der dritten Ausgabe von Limits of Oceans and Seas aus dem Jahr 1953 der International Hydrographic Organization zieht sich die nördliche Grenze der Seramsee in etwa von dem östlichsten Teil der Sula-Inseln über die Inseln Obira, Tobalai, Kekek, Pisang bis nach Kofiau, dann weiter bis nach Tanjong Sele, im Westen der Halbinsel Vogelkop auf Neuguinea. Weiter südlich davon befindet sich die Bentuni-Bucht mit einem der weltweit größten Mangrovengebiete der Erde. Auf südlicher Seite zieht sich die Grenze von Karoefa auf Neuguinea über Adi bis nach Kei Besar, dann weiter zu den Watubela-Inseln und den Gorominseln und schließlich über die Insel Seram und Buru.
Unter dem Meer erstreckt sich mit dem bis zu 5.318 Meter tiefen Burubecken eine geomorphologische Schwelle.